# Empis bellatoria
Empis bellatoria är en tvåvingeart som beskrevs av White 1916. Empis bellatoria ingår i släktet Empis och familjen dansflugor. Inga underarter finns listade i Catalogue of Life.